# نيكلاس كرونوال
نيكلاس كرونوال (من مواليد 12 يناير 1981) لاعب هوكي الجليد سويدي محترف سابق والذي يعمل حاليا كمستشار للمدير العام لفريق ديترويت ريد وينغز. بدأ كرونوال مسيرته المهنية في السويد، ولعب دوليا لصالح السويد.

## ما بعد التقاعد
بعد تقاعده، تم تعيين كرونوال مستشارا للمدير العام لشركة ديترويت ريد وينجز.